# Loudden

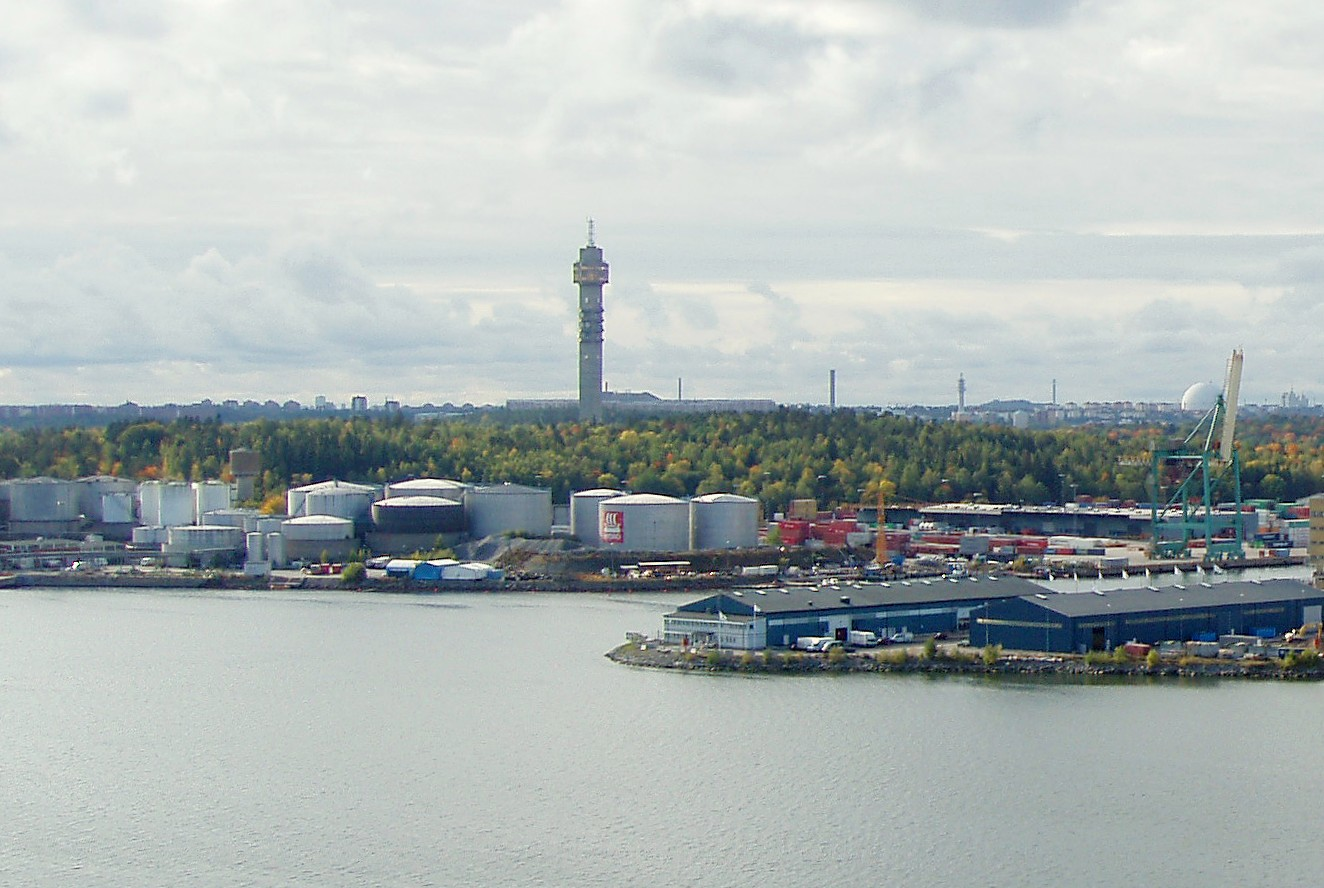
Louddens olje- och bränsledepå, 2008.

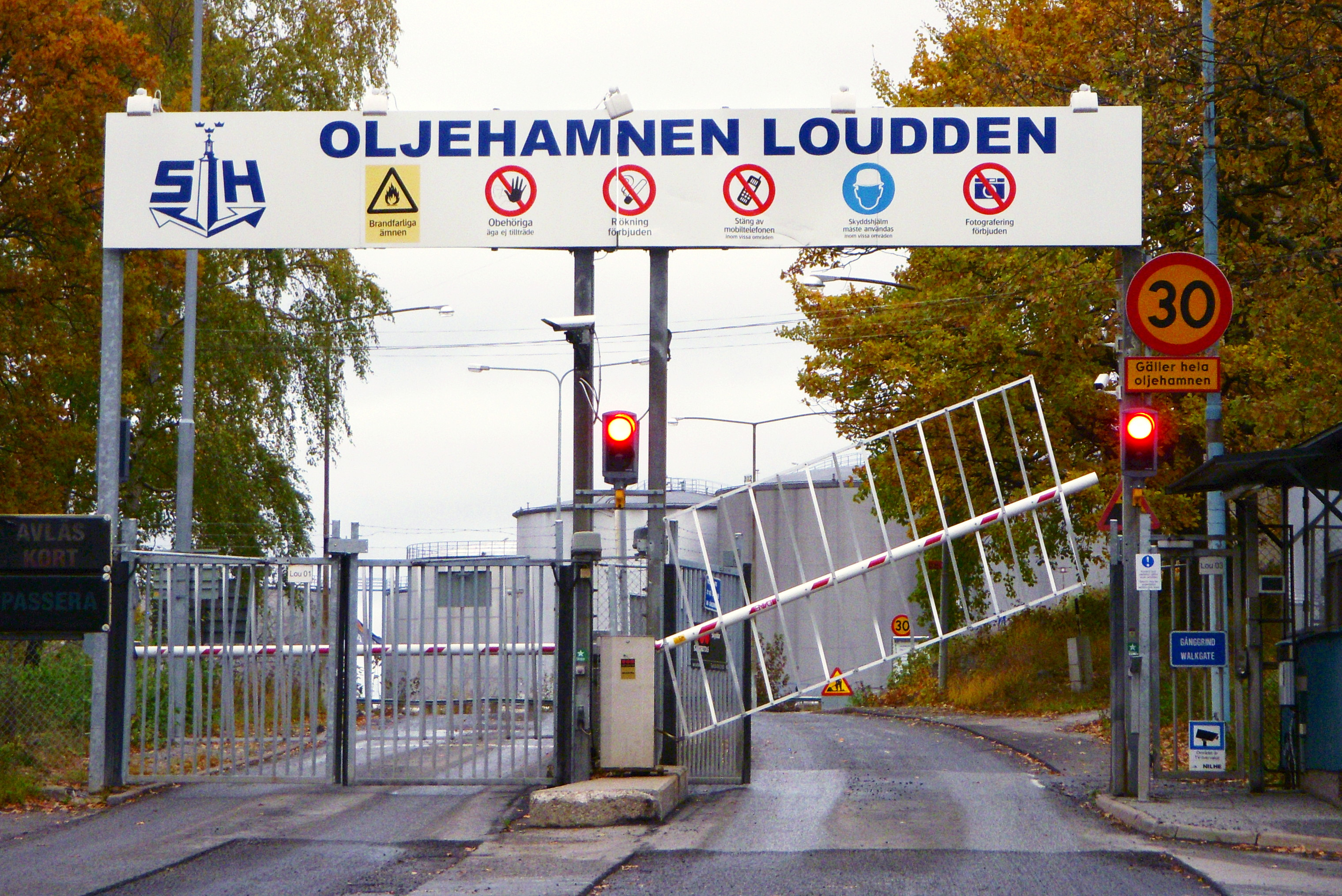
Infart till Oljehamnen Loudden, 2010.

Loudden är en udde i Lilla Värtan strax öster om Stockholms frihamn i stadsdelen Ladugårdsgärdet i Stockholms kommun. 

## Historik
Under 1928–30 uppfördes här den nuvarande oljehamnen med ett 80-tal cisterner. Rakt ut i Lilla Värtan anlades en 270 meter lång pir. År 1965 utfylldes Lindarängsviken och udden fick sitt nuvarande utseende. På Loudden finns också en containerhamn.
År 1950 anlades Louddens reningsverk för att betjäna Ladugårdsgärdet, Hjorthagen samt delar av Östermalm och Djurgården. Det uppfördes i den kulle som kallas Kruthusbacken. År 1969 utökades anläggningen med ytterligare bassänger i berget Lindarängsknösen 250 meter från Kruthusbacken. Louddens avloppsreningsverk lades ner på sommaren 2004. Allt avloppsvatten från Loudden leds sedan dess till Henriksdals reningsverk. Stockholm vatten har planer på att bygga om Louddens nerlagda vattenreningsverk till en biogasanläggning för vete.

## Framtida planer för Loudden
På området planeras bostäder av innerstadskaraktär. Efter beslut i Stockholms kommunfullmäktige kommer därför oljehantering och containerverksamhet i Frihamnen vid Loudden att upphöra. Området kommer att frigöras för byggandet av totalt 5000 lägenheter, inklusive skolor, affärer och mindre företag av servicekaraktär. Projektet planeras vara slutfört 2025.
I december 2010 godkände Miljööverdomstolen den nya placeringen av en djuphamn, vid Norvikudden i Nynäshamn.